# 陳啟宗
陳啟宗，大紫荊勳賢（1949年12月11日— ），美国国籍，生於香港，香港企業家，恒隆集團及恒隆地產的董事長，為美籍香港人士。陳啟宗早年畢業於中華基督教會香港公理堂幼稚園（1955年）和聖保羅男女中學中文部（1966年中五），後於美國南加州大學取得工商管理學碩士。

## 生平
- 1972年，陳啟宗加盟由父親陳曾熙及叔父陳曾燾一手創辦的公司。
- 1986年，父親逝世，由叔父出任集團董事長，陳啟宗則獲委任加入恒隆地產董事局。
- 1991年，叔父退任董事，由陳啟宗出任恒隆集團及恒隆地產之董事長，成為恆隆第三代掌舵人。恒隆集團之非執行董事陳樂宗為其胞弟。
- 2017年，獲頒大紫荊勳章。
- 2024年4月，退任集團董事長職務，由兒子陳文博接任，並賦與榮譽董事長職銜。

陳啟宗是香港地產建設商會的副會長、亞洲協會副主席兼其香港分會主席，及中國國務院相關之中國發展研究基金會理事會顧問。陳啟宗亦為多家國際智庫和香港科技大學、清華大學及美國南加州大學等大學的董事局或顧問委員會成員。

## 事件
- 1996年8月起加入安然公司董事局，安然公司爆發會計醜聞期間擔任財務及核數小組成員。並於2002年離開董事局。
- 批評香港財政司司長曾俊華「不應洗又洗」派糖是「大罪人」。  （页面存档备份，存于）  （页面存档备份，存于）
- 批評香港行政長官曾蔭權是政客。
- 2021年6月出席滬港合作與發展的線上研討會致辭時說，實施《香港國安法》為香港迎來最好機遇，認為香港要做好人心回歸和如何整合愛國愛港力量這兩項工程，更希望香港所有學校教學都以普通話為主，下一代能做「中國夢」，並以普通話做夢[10]。
- 2022年11月論壇時表示，希望是次是自己最後一次以廣東話演講，又稱再用廣東話便是戇居、無前途 （页面存档备份，存于）。

## 外部參考
1. ↑  . 星島日報.   [30 Jun 2017]. （原始内容存档于2017-09-22）.
2. ↑  . 香港蘋果日報. 12月12日  [2017-10-20]. （原始内容存档于2017-10-20）.
3. ↑  .   [2020-09-21]. （原始内容存档于2020-05-02）.
4. ↑  . 華僑日報. 1955-07-11: 10  [2022-04-19].
5. ↑  . 華僑日報. 1967-01-20: 13  [2022-03-18]. （原始内容存档于2022-11-13）.
6. ↑  . 香港蘋果日報. 1月10日  [2017-10-20]. （原始内容存档于2017-10-20）.
7. ↑  .   [2012-04-27]. （原始内容存档于2012-03-04）.
8. ↑  .   [2012-04-27]. （原始内容存档于2012-05-17）.
9. ↑  .   [2007-12-14]. （原始内容存档于2008-05-04）.
10. ↑  [https://news.rthk.hk/rthk/ch/component/k2/1595010-20210609.htm 陳啟宗稱國家發展有香港是好　但沒有香港也問題不大
] （页面存档备份，存于），RTHK 2021-06-09

| 前任： 陳曾燾 | 恒隆集團董事長 1991年－2024年 | 繼任： 陳文博 |